# Administración de remuneraciones
La Administración de remuneraciones es la rama de la Administración de Personal que se ocupa del estudio de la retribución económica de los trabajadores por su trabajo. Debe entenderse por trabajador a toda aquella persona que presta un servicio personal y subordinado a otra a quien se denomina patrón; la retribución económica, por su parte, incluye tanto al pago que se hace como salario base como a las diferentes prestaciones en efectivo, servicios o especie.
La importancia de esta materia estriba en el impacto ético implícito en su ejercicio y al mismo tiempo en los nocivos efectos de su mal manejo que, entre otros, incluyen:
- Desmotivación del personal con el consecuente impacto en su productividad
- La rotación de personal se incrementa, normalmente empezando por los mejores
- Se dificulta el reclutamiento de personal competente
- La imagen de la empresa se deteriora
- Se fomentan favoritismos y discriminaciones

Un programa de administración de remuneraciones persigue dos objetivos:
- Equidad interna
- Competitividad con el mercado de trabajo

## Equidad interna
Para lograr este objetivo, debe haber correspondencia entre los montos pagados por el desempeño de un trabajo determinado y la importancia relativa de este, respecto a los demás de la organización. Si este fuese el único objetivo de la administración de remuneraciones podríamos cumplirlo y al mismo tiempo caer en absurdos como, por ejemplo, el hipotético caso de que al gerente general del negocio se le asigne un sueldo de 5 dólares diarios, al gerente de producción 4, al jefe de contabilidad 3 y el mensajero 2. Como puede observarse en este ejemplo, los montos pagados distinguen, de alguna manera, la importancia de cada puesto al comparárseles entre sí, sin embargo, no corresponden a los que se ofrecen en el mercado de trabajo.
Dentro de las principales causas de iniquidad podemos señalar:
- Ausencia de un sistema de administración de remuneraciones
- Calificación inadecuada de méritos
- Favoritismos y discriminación
- Falta de aumentos o aumentos incorrectos en promociones
- Presiones de jefes y empleados
- Valuación incorrecta de méritos

## Competitividad con el mercado de trabajo
La globalización ha traído en consecuencia, respecto del monto de los salarios, una importante contracción que impacta a los ocupantes de la mayor parte de los puestos, en la generalidad de las organizaciones. Por ello, hoy en día es difícil hablar de salario remunerador. Sin embargo la práctica habitual en la administración consiste en asignar a los diferentes puestos montos semejantes a los que paga, en promedio, el mercado de trabajo a puestos semejantes. Algunas organizaciones deciden establecer por política estar un determinado porcentaje por abajo o por encima de dicho promedio.
Para lograr los objetivos anteriores contamos con una serie de herramientas que a continuación se mencionan:
- Análisis de puestos
- Descripción de puestos
- Valuación de puestos
- Categorización de puestos
- Curva de salarios
- Tabulador
- Políticas

## Análisis de puestos
Es el proceso mental previo e indispensable para la preparación de la descripción del puesto. Consiste en "desmenuzar" al puesto en las diferentes partes que lo componen.

## Descripción de puestos
Es la consignación escrita, clara y ordenada de los deberes y principales características de los puestos. Habitualmente incluye los siguientes apartados: descripción genérica (resumen de unos cuantos renglones que consigna el objetivo de la existencia del puesto), descripción específica (funciones, subfunciones y tareas) y especificaciones (requerimientos para desempeñar el puesto).

## Valuación de puestos
Tiene por objetivo jerarquizar los puestos de acuerdo a su importancia relativa al compararlos con los demás de la organización. El resultado final es un listado que incluye desde el de menor hasta el de mayor importancia de acuerdo a sus características y requerimientos para ocuparlos.
Existen diversos sistemas de valuación de puestos, entre los principales se encuentran: Alineación o Alineamiento, Gradación Previa o Grados y Puntos.
Alineación
Permite, derivado de su sencillez, una más rápida implementación del programa. 
A pesar de ser el más sencillo es el que requiere de mayor experiencia para obtener buenos resultados en su aplicación. Para determinar la jerarquía de puestos los comparará uno a uno considerándolos como un todo; en consecuencia, el resultado indica que un puesto es de mayor importancia que el anterior, sin embargo, no indica en que medida lo es. Por ejemplo en una empresa comercial podría estar situado el director general en el escalón inmediato posterior al del director comercial, lo mismo que el auxiliar de Oficina B y el auxiliar de Oficina A. Resulta evidente que la diferencia en el “tamaño” de dichos puestos ejecutivos es mucho mayor que en el caso de los auxiliares.
Gradación previa
Es un sistema poco utilizado en el caso del personal no sindicalizado, es más bien de utilidad para la elaboración de escalafones de puestos y tabuladores de personal sindicalizado. 
Consiste en determinar un único “Factor”, por ejemplo, escolaridad y predeterminar “grados” para este factor como pudieran ser:
1. Primaria
2. Secundaria
3. Preparatoria
4. Carrera técnica
Lógicamente habrá que seleccionar un factor que sea suficientemente representativo de las necesidades de la empresa y grupo de puestos en particular para que el programa tenga éxito. Determinarlo es tan complicado e improbable que ha hecho de este el sistema menos popular.
Cada puesto se compara contra la escala de grados y se determina cuál es el requerimiento del puesto respecto de ese factor en particular y se le da un grado. Así a finalizar el proceso, en este ejemplo, cada grado contendrá una serie de puestos que requieren el mismo nivel de escolaridad para ser desempeñados y “valdrán” más los del grado 4 que los del 3 y así sucesivamente.
Puntos
Tiene por similitud con el de Grados que para su implementación es necesaria la determinación de factores, usualmente no más de 7 y de grados para cada uno de dichos factores. Además de considerar más de un factor tiene otra gran diferencia con dicho sistema, consistente en que a cada uno de los grados de cada factor le son asignados valores en “puntos” (de ahí su nombre). A este último proceso se le conoce como ponderación de factores y de grados.
Cada puesto es comparado contra cada uno de los factores y sus grados y de esta manera, al sumar los puntos de cada factor en que fue valuado el puesto, obtenemos el valor en puntos de cada uno, con lo que es posible jerarquizarlo fácilmente con la ventaja respecto de los anteriores sistemas de que sabemos no solo que un puesto es más importante que otro sino que además sabemos cuanto.

## Curva de salarios
Es la representación gráfica y numérica de la importancia relativa de los puestos (categorías) contra la remuneración. Normalmente se trazan 2 curvas, una con la remuneración actual y otra con la del mercado; es también recomendable el trazo de curvas de sueldo base y de compensación total.

## Tabulador
Señala los valores monetarios que deben corresponder a las diferentes categorías de puestos. Hay dos tipos de tabuladores, los rígidos que marcan un sueldo único para cada categoría y el flexible que establece desde un mínimo hasta un máximo para cada una de ellas.

## Políticas
Son las normas a seguir tanto para asignar sueldos como para modificarlos. Frecuentemente son considerados dos factores, por una parte el desempeño del ocupante del puesto y por la otra la posición de su sueldo real respecto del tabulador. La idea es que a mejor desempeño y mientras más bajo sea el sueldo real respecto del tabulador corresponda un mayor incremento. 
En cuanto a incrementos de sueldo, las políticas normalmente regulan tres tipos de aumentos:
- Méritos: incremento periódico regular basado en el desempeño
- Ajuste: cuando el sueldo real está por debajo del mínimo que señala el tabulador
- Promoción: cuando un cambio de puesto implica el cambio ascendente de categoría

Las políticas deben también propiciar: 
- Que se evite que los nuevos empleados tengan salarios superiores a los que devengan quienes ya trabajan en la organización, en la misma categoría
- Que se promueva a quienes tengan los méritos necesarios y que se reconozca este hecho en sus ingresos